# Гра в шахи (Софонісба Ангвіссола)
Гра в шахи (або Портрет сестер художниці, які грають у шахи) — картина олійними фарбами на полотні, створена 1555 року італійською художницею епохи Відродження Софонісбою Ангвіссолою.

## Історія
Амілкаре Ангвіссола, незаможний шляхтич із Кремони і його дружина Б'янка Понцоні виховали сімох дітей, з яких шестеро посвятили себе мистецтву. Софонісбі, найстаршій з них, на момент створення картини було 23 роки. Її сестрі Лучії (третій з дітей), що не поступалась їй у художньому таланті, — 19 (на картині вона ліворуч), четверта донька Мінерва (навпроти за шахівницею) була 16 або 17-літньою, між ними з посмішкою зображена Европа (10-12 років).
Мінерва з'являється також на пізнішій картині (Сімейний портрет Ангвіссоли). Портрет Европи був написаний Лючією Ангвіссолою, можливо, наступного року. Европу Ангвіссолу також можна впізнати як дитину на малюнку олівцем Стара жінка, яка вивчає алфавіт із дівчиною, що сміється, (зберігається в Уффіці), де також присутня покоївка, але старша за жінку, яка фігурує в Грі в шахи.
Джорджо Вазарі, відвідуючи Кремону, був гостем у будинку Амілкаре і захопився там картинами дочок Амілкаре. Про Софонісбу і її Гру в шахи він писав:
Цього року я бачив у Кремоні, в домі її батька, картину, написану з великою старанністю, на якій зображено трьох його дочок, які грають у шахи, і з ними стару служницю, виконані з такою старанністю та легкістю, що вони здаються живими, і єдине, чого не вистачає, це щоб вони заговорили.
Це найраніша задокументована згадка про картину, що кілька років залишалася в будинку родини Ангвіссола.
Відомо, що пізніше картина прибула до Риму разом із Автопортретом за грою на спінеті та двома малюнками Софонісби Ангвіссоли (Дитина, яку вкусив омар та інший неідентифікований малюнок). Там вона зберігалася у колекції гуманіста та поціновувача мистецтв Фульвіо Орсіні. Потім її успадкував кардинал Одоардо Фарнезе. Гра в шахи з'явилася в Неаполі після того, як спадок Фарнезе перейшов до Бурбонів, за тим її придбав Люсьєн Бонапарт (молодший брат Наполеона). 1828 р. картину купив у Берліні познаньський шляхтич Анастас Рачинський. Нарешті вже в ХХ ст. твір став частиною колекції Національного музею в Познані, Польща.
Відомі три гравюри за мотивами цієї картини.
Картина зазнала авторських перемальовок, що були добре досліджені в Польщі при її реставрації.

## Назва
Картина містить підпис авторки на боці шахової дошки:
Sophonisba Angussola virgo Amilcaris filia ex vera effigie tres suas sorores et ancillam pinxit. MDLV
(Софонісба Ангуссола, діва, донька Амілкарі, з натури трьох своїх сестер і покоївку змалювала. 1555)
Найбільш впізнавана за короткою назвою Шахова гра, картина також відома як Портрет сестер художниці, які грають у шахи та Лючія з її сестрами Европою і Мінервою за грою в шахи.

## Композиція
Сестри зображені у затишку родинного саду, під кроною дуба за встеленим скатертиною столом, на якому стоїть шахова дошка та розкидані втрачені у ході гри фігури. На задньому плані світло-блакитний пейзаж, написаний у фламандському стилі. Лючія Ангвіссола грає світлими фігурами і як раз переміщує одну з них на шахівниці. Перед нею менша сестра Мінерва, яка емоційно реагує на хід супротивниці, піднявши руку. Ця реакція привертає увагу третьої сестри, Европи (наймолодшої з них), яка стежить за грою і сміється. Ще одна глядачка партії, старша за всіх сестер покоївка, зображена з м'якою посмішкою за спиною Мінерви. Три дівчини вбрані в ошатні плаття, деталі одягу, візерунки й вишивка, зачіски та прикраси детально відтворені фарбою.

### Особливості та інтерпретації картини
Дія картини відбувається в побутовій родинній обстановці, але в ній також видно змагальність шахової гри.
Існує явний контраст у вигляді молодших (багатих) дівчат і старшої жінки (простолюдинки). Лючія діє, її сестри яскраво реагують, а покоївка радше відсторонено спостерігає за сценою. Молоді сестри Ангвіссоли мають коштовності, багато вишитий одяг і вишукані зачіски. Мінерва носить те саме намисто, що зображене на Портреті дами, який знаходиться в Берліні і який тепер ідентифікують як портрет Б'янки Понцоні Ангвіссоли — матері художниці і трьох дівчаток навколо шахівниці. Втім, образ служниці мав для Софонісби велике значення. Завдяки рентгенівським знімкам і стратиграфічному дослідженню полотна виявлено, що спершу фігура служниці розміщувалася біля Лючії, ліворуч, пізніше вона була замальована рослиною і тінню, однак повернулася в тісну композицію з іншого краю поверх намальованого там пейзажу.
Екстравагантне, «королівське» вбрання, яке носять три сестри Ангвіссоли, свідчить про те, що Софонісба не малювала цю сцену ситуативно, щоби відтворити конкретну подію гри в шахи між сестрами. Розкішні костюми, в які Ангвіссола вдягла своїх сестер, повертає зв'язок із домашніми традиціями вишивання чи ткацтва. Але, зображуючи сестер, занурених у діяльність, що повністю відрізняється від звичайних навичок, важливих для навчання дівчини в той період, вона показує, що ці молоді жінки належать новій епосі.

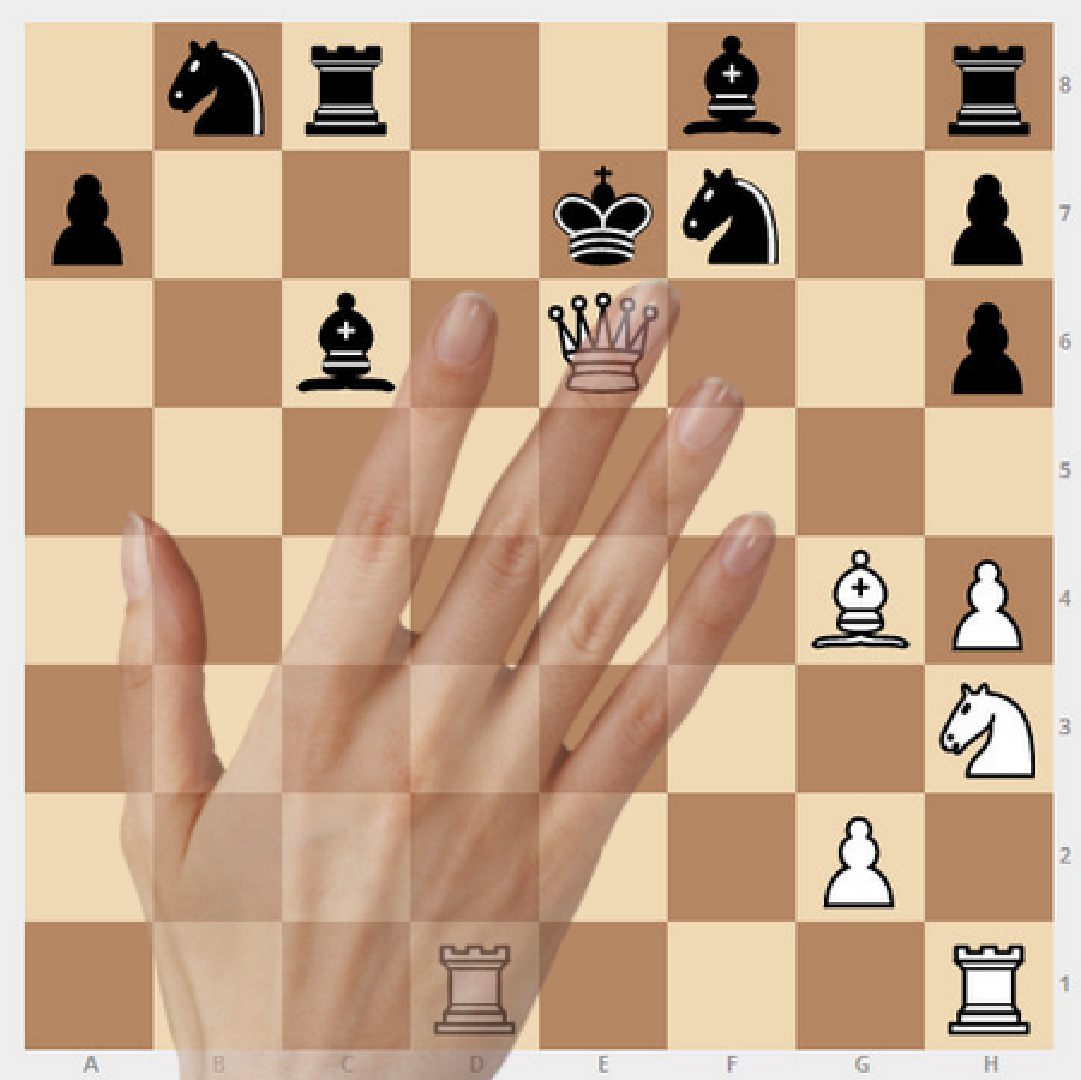
Одна з інтерпретацій розташування фігур на картині Шахова гра

Розміщення слонів на дошці доводить, що дівчата грають саме в шахи, а не шатрандж, тобто за правилами, що остаточно оформились лише пару поколінь до їх народження. Рука Лючії закриває майже половину шахівниці і не видно, який саме хід вона робить. Однак розташування фігур не виглядає випадковим. Хоча з того, що доступне нашому погляду, не видно безпосередньої загрози мату темному королю Мінерви, її реакцію інтерпретують як розпач і визнання поразки. Можливо те, що інша рука Лючії лежить біля «з'їденого» темного ферзя, натякає, що вона щойно здобула вирішальну перевагу в грі. Запропонована також реконструкція, згідно з якою старша сестра ставить мат ферзем (на діаграмі ліворуч).
Картина цікава не лише тим, що створена однією з небагатьох відомих історії мистецтва художниць у ту цілком патріархальну епоху, а й тим, що в її композиції зображена суто жіноча група (зокрема, в ній відсутній батько і менший брат Асдрубал). Всі попередні твори з зображенням шахової гри (картини Джуліо Кампі та Лукаса ван Лейдена) прославляли шахістів-чоловіків. Тому Мері Гаррард пише, що твір Ангвіссоли виступає як «самооспівування жіночих досягнень і таланту», а П. Саймонс на сторінках Оксфордського художнього журналу уславляє Софінісбу за те, як вона кидає виклик минулому «виключенню жінок із репрезентації шахів та інших інтелектуальних занять».
Існувала традиція, що пов'язує шахи та амазонок. У своїй поемі 1513 року (перевиданій 1550) під назвою Scacchia Ludus (Гра в шахи) співгромадянин Ангвіссол кремонський поет і єпископ Марко Джероламо Віда іноді називав найсильнішу фігуру Дівою, а іноді Амазонкою, наголошував, що вона може рухатися в будь-якому напрямку і має можливість відродитися з пішака. На думку С. Марії делля П'єта (S. Maria della Pietà) битва, зображена Ангвіссолою, натякає на пошуки жінки-переможниці, шахова дошка стає алегорією, а справжніми королевами є дві сестри Ангвіссоли, які віртуозно проводять своє життя в інтелектуальних вправах.
Також пропонуються інтерпретації картини як алегорії зміни пор людського життя (дитинство, юнь, молодість і старість), що, втім, протікає під захистом незмінних родинних стосунків, символом яких є старий дуб, що росте в саду.